# Cleveland (Mississippi)
Cleveland is een plaats (city) in de Amerikaanse staat Mississippi, en valt bestuurlijk gezien onder Bolivar County.

## Grammy Museum
In Cleveland bevindt zich sinds 5 maart 2016 The Grammy Museum Mississippi, een interactief museum dat gewijd is aan de muzikale prestaties van artiesten uit de Amerikaanse staat Mississippi. De belangrijkste reden waarom Mississippi als locatie van het museum werd gekozen, was de sterke historische band met muziek die de Mississippi Delta heeft.

## Demografie
Bij de volkstelling in 2000 werd het aantal inwoners vastgesteld op 13.841. In 2006 is het aantal inwoners door het United States Census Bureau geschat op 12.671, een daling van 1170 (-8,5%).

## Geografie
Volgens het United States Census Bureau beslaat de plaats een oppervlakte van 18,9 km², geheel bestaande uit land. Cleveland ligt op ongeveer 41 m boven zeeniveau.

## Plaatsen in de nabije omgeving
De onderstaande figuur toont nabijgelegen plaatsen in een straal van 16 km rond Cleveland.